# دهستان سرولایت
سرولایت، دهستانی از توابع بخش سرولایت شهرستان نیشابور در استان خراسان رضوی ایران است.

## جمعیت
براساس سرشماری سال ۱۳۸۵جمعیت آن ۱۰۵۶۷نفر (۲۹۴۷خانوار) بوده‌است.